# Kieskring

De 19 kieskringen voor de Tweede Kamerverkiezingen in het Europese deel van Nederland.

Een kieskring, soms ook wel kiesdistrict genoemd, is een geografisch afgebakend gebied waarbinnen verkiezingen worden gehouden en waaruit een bepaald aantal volksvertegenwoordigers wordt gekozen. Dit systeem wordt in de meeste landen gebruikt om verkiezingen te organiseren, volksvertegenwoordigers een mandaat toe te kennen en om regionale belangen te vertegenwoordigen. Wanneer er gebruik gemaakt wordt van meerdere kiesdistricten is er sprake van een districtenstelsel. Een politieke partij kan per kieskring beslissen of zij mee wil doen aan de verkiezingen en mag in elke kieskring een eigen kandidatenlijst indienen. Over het algemeen mogen alleen kiezers die in dat kiesdistrict wonen, stemmen bij verkiezingen die daar worden gehouden. De stemmen die in een kieskring worden uitgebracht, worden alleen binnen dat gebied geteld.
Zowel in Nederland als in België is een kieskring een verzameling van een aantal kleinere stemdistricten. Deze stemdistricten zijn elk belast met de organisatie van een stembureau en bedient ongeveer 1000 kiezers. Elke kieskring heeft daarbij een hoofdstembureau dat de uitslag van een kieskring officieel bekend maakt.

## Natuurlijke kiesdrempel
Kiesdistricten vormen door hun grootte een natuurlijke kiesdrempel: hoe meer zetels er in een district te verdelen zijn, hoe lager de effectieve drempel, en hoe meer partijen kans maken op zetels. De grootte van kiesdistricten heeft zo een directe invloed op de balans tussen representatie en de band tussen kiezer en gekozene. 

## Verschijningsvormen
Enkelvoudige kieskringen (zoals in het Verenigd Koninkrijk en de Verenigde Staten) hebben als voordeel dat ze een sterke band creëren tussen de kiezer en gekozene, omdat één persoon direct verantwoordelijk is voor een specifiek gebied. Dit bevordert lokale betrokkenheid en verantwoording. Het nadeel is echter dat dit systeem zonder evenredige vertegenwoordiging vaak leidt tot een scheve landelijke zetel-stemverhouding. Kleinere partijen hebben bovendien weinig kans op zetels.
Meervoudige kieskringen (zoals in Denemarken en Zweden) verdelen meerdere zetels per district, wat een betere afspiegeling van de stemverdeling mogelijk maakt. Dit systeem biedt een balans tussen regionale vertegenwoordiging en diversiteit in representatie. Het nadeel is dat de band tussen kiezers en hun vertegenwoordigers iets losser is dan bij enkelvoudige districten en dat compensatiemechanismen zoals vereffeningszetels nodig zijn om de zetelverdeling evenrediger te maken. Hierbij wordt soms ook gebruikt gemaakt van een dubbelevenredige zetelverdeling.
Nationale kieskringen (zoals in Nederland en Israël) waarbij het hele land als één kieskring fungeert, bevorderen evenredigheid en veelkleurige representatie. De alomvattende grootte van dit type kiesdistrict voorkomt dat stemmen verloren gaan en zorgt er voor dat ook kleine partijen kans maken op zetels. Het nadeel is dat de band tussen kiezer en vertegenwoordiger zwakker is dan bij kleinere kiesdistricten, omdat politici meer gericht zijn op nationale (partij)belangen.

## Districtsgrootte
Wetenschappers stellen dat een evenredig meerpartijenstelsel een districtsgrootte van minimaal vijf zetels vereist om stemmen effectief naar parlementszetels om te zetten. Naarmate de omvang van een kiesdistrict toeneemt, verbeteren zowel de evenredigheid als de diversiteit en vermindert het aantal verspilde stemmen. Daarnaast bestaat er overeenstemming dat districten met een oneven aantal zetels in de praktijk beter functioneren dan districten met een even aantal.
Toch neemt het voordeel van grotere meervoudige kiesdistricten sterk af naarmate deze groeien. Een district wordt 'te groot' genoemd wanneer het mandaat van individuele kandidaten zo verwatert dat de verantwoordingsplicht richting kiezers in het geding komt. Dit kan het vertrouwen van kiezers ondermijnen en de legitimiteit van gekozen volksvertegenwoordigers schaden. Bovendien gaan grotere districten vaak gepaard met politieke versplintering en moeizame coalitievorming.
Onderzoek toont aan dat kiesdistricten met meer dan 15-20 zetels vaak te maken krijgen met een afnemende meerwaarde in evenredigheid, terwijl het individuele mandaat van politici verzwakt. Kiesstelsels met open lijsten zijn doorgaans minder gevoelig voor corruptie, vooral in districten met minder dan 10 zetels. Echter, bij districten met meer dan 20 zetels neemt de kans op corruptie juist toe. Om die reden wordt vaak gezocht naar een optimale balans: een districtsgrootte die voldoende groot is om evenredigheid en diversiteit te waarborgen, maar klein genoeg om nadelen zoals afnemende betrokkenheid tussen kiezer en gekozene te vermijden.

## Nederland
De kieskringen in Nederland zijn in 1917 opgericht nadat werd overgegaan van een meerderheidsstelsel met enkelvoudige kiesdistricten naar een lijstenstelsel met evenredige vertegenwoordiging. Omdat Nederland sindsdien praktisch gezien één nationaal kiesdistrict hanteert, functioneren kieskringen met name voor de administratie van de verkiezingen. 

### Europees Parlement
Bij de verkiezing van het Europees Parlement kent Nederland maar één nationale kieskring. Elke partij kan dus maar één lijst indienen.

### Eerste Kamer
De leden van de Eerste Kamer worden gekozen door de leden van de Provinciale Staten. Hierbij vormt elke provincie één kieskring die fungeert als een kiescollege.

### Tweede Kamer
Voor de verkiezingen voor de Tweede Kamer is Nederland verdeeld in 20 kieskringen (19 in Europa en 1 in Caribisch Nederland). In iedere kieskring is een hoofdstembureau gevestigd, dat de uitslag van de kieskring rapporteert aan het Centraal Stembureau (de Kiesraad) in Den Haag.
Hoewel het mogelijk is om per kieskring een eigen lijst in te dienen, wordt in de praktijk vaak dezelfde lijst in iedere kieskring ingediend. Sommige partijen reserveren enkele plaatsen op de kieslijsten voor regionale kandidaten, die dus per kieskring verschillen.
Een partij of beweging die in een kieskring mee wil doen aan de verkiezingen, dient een kandidatenlijst in bij de voorzitter van het betreffende hoofdstembureau. Op deze lijst mogen maximaal 50 namen van kandidaten staan. Partijen die bij de vorige Tweede Kamerverkiezing meer dan 15 zetels hebben behaald mogen 80 kandidaten op de lijst plaatsen.
Bij partijen die geen zetel hebben behaald bij de vorige Tweede Kamerverkiezingen moet de lijst vergezeld gaan van minimaal 30 ondersteuningsverklaringen, ondertekend door kiezers uit de betreffende kieskring. Voor kieskring 20 (Caribisch Nederland) volstaan 10 ondersteuningsverklaringen omdat daar een beperkter aantal kiesgerechtigden woont.
Na controle van de lijst, stuurt het hoofdstembureau de lijst naar het Centraal Stembureau, waar de lijsten worden genummerd. Deze genummerde lijsten worden gepubliceerd in de Staatscourant.

#### Overzicht kieskringen voor de Tweede Kamer
Bij de verkiezingen voor de Tweede Kamer is dit de indeling van de 20 kieskringen. Elke kieskring wordt genoemd naar de plaats waar het hoofdstembureau is gevestigd. De indeling is vastgelegd in een bijlage bij de Kieswet.
| Nummer  | Nummer   | Tot de kieskring behorende gebieden | Hoofdstembureau  |
| na 1989 | t/m 1989 | Tot de kieskring behorende gebieden | Hoofdstembureau  |
| ------- | -------- | --- | ---------------- |
| 1       | XVI      | Provincie Groningen | Groningen        |
| 2       | XIV      | Provincie Friesland / Provincie Fryslân | Leeuwarden       |
| 3       | XVII     | Provincie Drenthe | Assen            |
| 4       | XV       | Provincie Overijssel | Zwolle           |
| 5       | XIX      | Provincie Flevoland | Lelystad         |
| 6       | IV       | Provincie Gelderland: gemeenten Berg en Dal, Beuningen, Buren, Culemborg, Druten, Heumen, Maasdriel, Neder-Betuwe, Nijmegen, Tiel, West Betuwe, West Maas en Waal, Wijchen, Zaltbommel | Nijmegen         |
| 7       | III      | Provincie Gelderland: gemeenten die niet tot kieskring 6 behoren | Arnhem           |
| 8       | XIII     | Provincie Utrecht | Utrecht          |
| 9       | IX       | Provincie Noord-Holland: gemeente Amsterdam | Amsterdam        |
| 10      | XI       | Provincie Noord-Holland: gemeenten Aalsmeer, Amstelveen, Beverwijk, Blaricum, Bloemendaal, Diemen, Gooise Meren, Haarlem, Haarlemmermeer, Heemskerk, Heemstede, Hilversum, Huizen, Laren, Ouder-Amstel, Uithoorn, Velsen, Wijdemeren, Zandvoort | Haarlem          |
| 11      | X        | Provincie Noord-Holland: gemeenten Alkmaar, Bergen, Castricum, Den Helder, Dijk en Waard, Drechterland, Edam-Volendam, Enkhuizen, Heiloo, Hollands Kroon, Hoorn, Koggenland, Landsmeer, Medemblik, Oostzaan, Opmeer, Purmerend, Schagen, Stede Broec, Texel, Uitgeest, Waterland, Wormerland, Zaanstad                                                     | Den Helder       |
| 12      | VI       | Provincie Zuid-Holland: gemeente 's-Gravenhage en kiezers in het buitenland | Den Haag         |
| 13      | V        | Provincie Zuid-Holland: gemeente Rotterdam | Rotterdam        |
| 14      | VIII     | Provincie Zuid-Holland: gemeenten Alblasserdam, Albrandswaard, Barendrecht, Delft, Dordrecht, Goeree-Overflakkee, Gorinchem, Hardinxveld-Giessendam, Hendrik-Ido-Ambacht, Hoeksche Waard, Maassluis, Midden-Delfland, Molenlanden, Nissewaard, Papendrecht, Ridderkerk, Rijswijk, Schiedam, Sliedrecht, Voorne aan Zee, Vlaardingen, Westland, Zwijndrecht | Dordrecht        |
| 15      | VII      | Provincie Zuid-Holland: gemeenten die niet tot de kieskringen 12, 13 of 14 behoren | Leiden           |
| 16      | XII      | Provincie Zeeland | Middelburg       |
| 17      | II       | Provincie Noord-Brabant: gemeenten Alphen-Chaam, Altena, Baarle-Nassau, Bergen op Zoom, Breda, Dongen, Drimmelen, Etten-Leur, Geertruidenberg, Gilze en Rijen, Goirle, Halderberge, Hilvarenbeek, Loon op Zand, Moerdijk, Oisterwijk, Oosterhout, Roosendaal, Rucphen, Steenbergen, Tilburg, Waalwijk, Woensdrecht, Zundert                                | Tilburg          |
| 18      | I        | Provincie Noord-Brabant: gemeenten die niet tot kieskring 17 behoren | 's-Hertogenbosch |
| 19      | XVIII    | Provincie Limburg | Maastricht       |
| 20      | -        | Caribisch Nederland: Openbare Lichamen Bonaire, Sint Eustatius en Saba | Bonaire          |

### Provinciale Staten
Een aantal provincies is voor de verkiezingen voor de Provinciale Staten verdeeld in meerdere kieskringen. Het betreft hier de provincies die ook bij de Tweede Kamerverkiezingen in meerdere kieskringen zijn verdeeld, namelijk Gelderland, Noord-Holland, Zuid-Holland en Noord-Brabant. De indeling van deze kieskringen is gelijk aan die van de kieskringen voor de Tweede Kamerverkiezingen. Daarnaast is de provincie Limburg bij de Statenverkiezingen verdeeld in twee kieskringen: een noordelijke kieskring met het hoofdstembureau in Venlo en een zuidelijke met het hoofdstembureau in Maastricht.
Tot de wijziging van de Kieswet in 1989 was elke provincie voor de Provinciale Statenverkiezingen verdeeld in twee tot tien zogenaamde Statenkieskringen, met dezelfde functie als de huidige kieskringen.

### Gemeenteraden
Bij de verkiezing van de gemeenteraad vormt de gehele gemeente één kieskring. Bij de verkiezing van een deelgemeenteraad vormde de hele deelgemeente één kieskring.

## België
In België zijn de kieskringen verschillend naargelang de verkiezing.

### Europees Parlement
België telt in 2014 21 leden in het Europees Parlement. Deze worden door drie kiescolleges verkozen, een Nederlands kiescollege voor 12 parlementsleden, een Frans kiescollege voor 8 parlementsleden en een Duitstalig kiescollege voor 1 parlementslid.
Enkel in de administratieve arrondissementen Brussel-Hoofdstad, Halle en Vilvoorde - die tot 2012 het kies- en gerechtelijk arrondissement Brussel-Halle-Vilvoorde vormden - kon naar vrije keuze een stem voor het Nederlands of het Frans kiescollege worden uitgebracht. In alle overige gebieden kan enkel voor het kiescollege van dat taalgebied een stem worden uitgebracht. Vanaf 2014 blijft deze keuzemogelijkheid beschikbaar voor de kieskring Brussel-Hoofdstad en het kieskanton Sint-Genesius-Rode.
Daar de administratieve arrondissementen Halle en Vilvoorde tot de provincie Vlaams-Brabant behoren en het administratief arrondissement Brussel-Hoofdstad provincieloos is, heeft het Grondwettelijk Hof deze toestand veroordeeld en verboden bij gelijkaardige verkiezingen op federaal niveau.

De 11 kieskringen die gebruikt worden bij de Belgische federale verkiezingen.

### Federaal parlement

#### Kamer van volksvertegenwoordigers
De Kamer van volksvertegenwoordigers telt 150 leden. Deze worden verkozen in 11 kieskringen, namelijk 10 Belgische provincies die elk een kieskring op zichzelf vormen, plus een kieskring voor het administratief arrondissement Brussel-Hoofdstad (dat overeenkomt met het Brussels Hoofdstedelijk Gewest).

#### Senaat
Sinds het Vlinderakkoord werd de Senaat hervormd en vanaf de verkiezingen van 2014 niet meer rechtstreeks verkozen. Voor de hervorming van de Senaat in 2014 telde deze 71 leden, die als volgt werden aangeduid.

40 senatoren werden rechtstreeks verkozen door een Nederlands kiescollege (25 senatoren) en een Frans kiescollege (15 senatoren).
Hiernaast werden onrechtstreeks 21 leden verkozen van en door de Gemeenschapsparlementen die 10 Vlaamse senatoren, 10 Franse senatoren, en 1 Duitstalige senator aanduidden op basis van de partijpolitieke verhoudingen in het deelstaatparlement. Ten derde werden door middel van de onrechtstreekse verkiezing 10 leden aangeduid door de bovenvermelde senatoren op basis van de partijpolitieke verhoudingen in de Senaat. De Nederlandse taalgroep mocht 6 leden aanduiden en de Franse taalgroep 4 leden. Ten slotte waren de qua leeftijd verkiesbare wettige kinderen van de koning van rechtswege senator.

### Gewesten en Gemeenschappen
Voor de verkiezingen van de drie gewesten bepalen deze zelf hun kieskringen.

#### Vlaams Parlement
Voor het Vlaams Parlement zijn dat de vijf Vlaamse provincies en het arrondissement Brussel-Hoofdstad.
- De kieskring Antwerpen met hoofdplaats Antwerpen telt 33 zetels.
- De kieskring Vlaams-Brabant met hoofdplaats Leuven telt 20 zetels.
- De kieskring Limburg met hoofdplaats Hasselt telt 16 zetels.
- De kieskring Oost-Vlaanderen met hoofdplaats Gent telt 27 zetels.
- De kieskring West-Vlaanderen met hoofdplaats Brugge telt 22 zetels.
- De kieskring Brussel-Hoofdstad valt samen met de kieskring Brussel-Hoofdstad voor het Brussels parlement en telt 6 zetels.

#### Waals Parlement
Voor het Waals Parlement zijn dat elf Waalse kieskringen, die samenvallen met de oude kiesarrondissementen voor federale verkiezingen, en die 75 leden afvaardigen.

#### Brussels Hoofdstedelijk Parlement
Voor de verkiezing van het Brussels Hoofdstedelijk Parlement is er maar één enkele kieskring Brussel-Hoofdstad, die samenvalt met het provincieloos arrondissement Brussel-Hoofdstad. Hij telt 89 zetels waarvan 72 zetels voor de Franse taalgroep en 17 zetels voor de Nederlandse taalgroep:
- administratief arrondissement Brussel-Hoofdstad: kieskantons Brussel, Anderlecht, Elsene, Sint-Jans-Molenbeek, Sint-Gillis, Sint-Joost-ten-Node, Schaarbeek, Ukkel

#### Parlement van de Franse Gemeenschap
Het Parlement van de Franse Gemeenschap wordt onrechtstreeks samengesteld uit enerzijds de 75 verkozenen (allen zetelend in het Waals parlement) uit de 13 Waalse kieskringen - de 3 verkozenen uit het gerechtelijk arrondissement Eupen worden vervangen - en anderzijds de eerste 19 verkozenen van de Franse taalgroep uit het arrondissement Brussel-Hoofdstad.

#### Parlement van de Duitstalige Gemeenschap
Het Parlement van de Duitstalige Gemeenschap wordt rechtstreeks verkozen en bestaat uit 25 leden. De kieskring Eupen valt samen met het gerechtelijk arrondissement Eupen, dat samen met het voormalig gerechtelijk arrondissement Verviers het bestuurlijk arrondissement Verviers vormt.
De negen gemeenten in het arrondissement Eupen vormen samen het Duitse taalgebied in België. Al deze gemeenten zijn faciliteitengemeenten met faciliteiten voor Franstaligen, hoewel bijna iedereen er Duitstalig is.

### Provincies
Bij de verkiezingen voor de 10 provincieraden zijn er specifieke kieskringen, provinciedistricten genaamd. Ze bestaan uit één of meerdere kantons, maar blijven binnen de grenzen van een administratief arrondissement. Sinds 2018 zijn de kieskringen voor de Vlaamse provincieraden zodanig vergroot dat ze een of meerdere administratieve arrondissementen omvatten.

### Gemeenten
Voor de gemeenteraadsverkiezingen is er telkens maar één enkele kieskring voor de hele gemeente. De stad Antwerpen kent ook districtsraadsverkiezingen in de pre-fusiegemeenten.

## Kiescollege
Ook in indirecte verkiezingen kunnen kiesdistricten een rol spelen, zoals bij verkiezingen voor de Eerste Kamer der Staten-Generaal en de Amerikaanse presidentsverkiezingen. Bij die laatste wint de presidentskandidaat met de meeste stemmen in een kiesdistrict het aantal kiesmannen van het kiescollege voor de betreffende staat. Deze kiesmannen stemmen vervolgens in een speciale vergadering om de uiteindelijke president te kiezen.